# Maud Megens

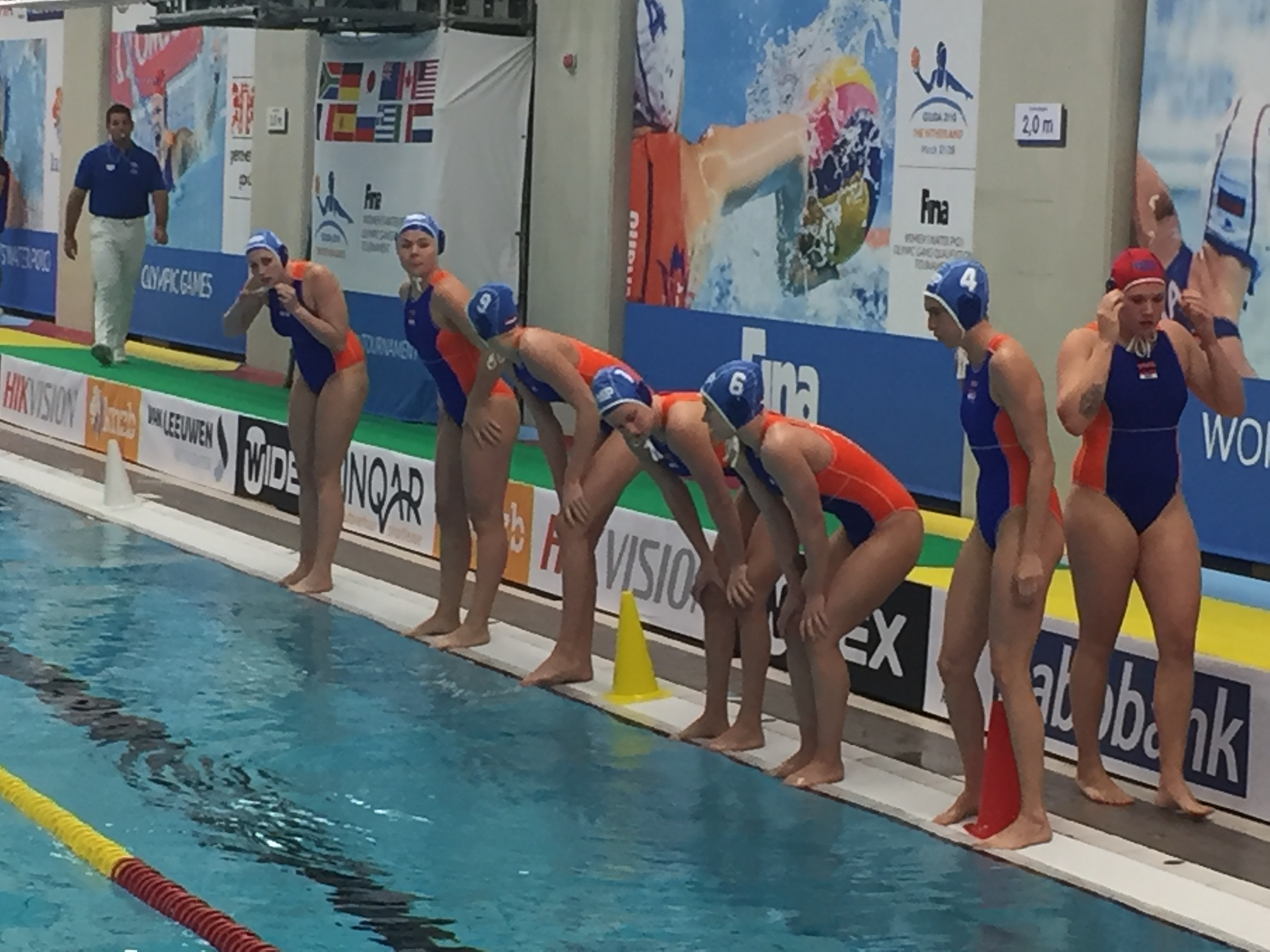
Die niederländische Nationalmannschaft beim (nicht erfolgreichen) Qualifikationsversuch für die Olympischen Spiele 2016. Maud Megens mit der Nummer 2 ist ganz links im Bild.

Maud Megens (* 6. Februar 1996 in Rotterdam) ist eine ehemalige niederländische Wasserballspielerin. Sie war mit der niederländischen Nationalmannschaft Weltmeisterschaftszweite 2015. Bei Europameisterschaften gewann sie 2018 Gold und 2016 Silber.

## Sportliche Karriere
Maud Megens nahm 2011 an der Jugend-Weltmeisterschaft und der Jugend-Europameisterschaft teil und erreichte jeweils den siebten Platz. 2014 wurde sie bei beiden Turnieren Sechste.
2015 bei der Weltmeisterschaft 2015 in Kasan wurden die Niederländerinnen in der Vorrunde Zweite hinter den Australierinnen. Mit Siegen über Kasachstan und Russland erreichten die Niederländerinnen das Halbfinale gegen die Italienerinnen, das nach der regulären Spielzeit 5:5 stand, Maud Megens hatte vier Tore und Sabrina van der Sloot eins erzielt. Im Fünf-Meter-Schießen siegten die Niederländerinnen, obwohl Megens ihren Versuch verwarf. Im Finale unterlagen die Niederländerinnen dem Team aus den Vereinigten Staaten mit 4:5, wobei Megens zwei der vier Tore erzielte. 2016 bei der Europameisterschaft in Belgrad siegten die Niederländerinnen in der Vorrunde gegen die Ungarinnen mit 14:10 und führten damit ihre Gruppe an. Nach einem Kantersieg gegen die Deutschen im Viertelfinale entschieden die Niederländerinnen das Halbfinale gegen die Spanierinnen erst im Fünf-Meter-Schießen für sich. Im Finale siegten die Ungarinnen mit 9:7. Bei den Olympischen Spielen 2016 waren die Niederländerinnen nicht dabei.
2017 bei der Weltmeisterschaft in Budapest unterlagen die Niederländerinnen im Achtelfinale den Russinnen mit 10:11 und belegten am Ende den neunten Platz. Im Jahr darauf gewannen die Niederländerinnen bei der Europameisterschaft 2018 in Barcelona und besiegten im Viertelfinale die Deutschen mit 22:2. Mit einem 8:7 über die Ungarinnen zogen die Niederländerinnen erneut ins Finale ein. Diesmal gewannen sie mit 6:4 gegen die Griechinnen. Maud Megens erzielte im Turnierverlauf 21 Treffer, davon zwei im Finale. 2019 folgte für die Niederländerinnen ein siebter Platz bei der Weltmeisterschaft in Gwangju. Anfang 2020 bei der Europameisterschaft in Budapest verloren die Niederländerinnen im Halbfinale nach Fünf-Meter-Schießen gegen die Russinnen. Im Spiel um Bronze unterlagen sie den Ungarinnen mit 8:10. Wegen der COVID-19-Pandemie fanden die Olympischen Spiele in Tokio erst 2021 statt. Die Niederländerinnen verloren im Viertelfinale mit 11:14 gegen die Ungarinnen und belegten dann den sechsten Platz.
Maud Megens ist die Tochter der Wasserballspielerin Patricia Libregts, die 29 Jahre vor Maud ebenfalls Europameisterin im Wasserball war.